# Enrique Míguez
Enrique Míguez, född den 14 mars 1966 i Tui i Spanien, är en spansk kanotist.
Han tog OS-brons i C-2 500 meter i samband med de olympiska kanottävlingarna 1984 i Los Angeles.